# Бахчиванджи, Григорий Яковлевич
Григо́рий Я́ковлевич Бахчиванджи́ (7 [20] февраля 1908 или 1909 — 27 марта 1943) — советский лётчик-испытатель, Герой Советского Союза, капитан.

## Биография
Родился 7 (20) февраля 1908 или 1909 года в станице Бриньковской (ныне — Приморско-Ахтарского района Краснодарского края) в семье урумов (тюркоязычные греки, чьи предки были преселены из Крыма в Приазовье), где окончил семь классов школы.
Трудовую деятельность начал с 1925 года в городе Приморско-Ахтарске, где работал в литейной мастерской, затем - помощником машиниста паровоза в депо станции Ахтари.
В 1927 году перебрался в город Мариуполь, где участвовал в строительстве Завода имени Ильича и в дальнейшем работал на нём слесарем-трубопрокатчиком мартеновского цеха. В 1931 году IX съезд комсомола принял шефство над Военно-воздушными силами Красной армии, и комсомолец Григорий Бахчиванджи, выполняя решение съезда, добровольно попросился в авиацию.
С 1931 года - в рядах Рабоче-крестьянской Красной армии (РККА). Член ВКП(б) с 1932 года. В 1933 году окончил авиатехническое училище, а в 1934 году — Оренбургскую школу пилотов. В 1935 году Григорий Яковлевич после окончания Оренбургской школы лётчиков прибыл в полк. Он демонстрирует великолепную технику пилотирования, показывает глубокие знания самолёта, высокую физическую подготовленность. За образцовый показ техники пилотирования и глубокие знания авиационной техники лётчика направляют в научно-исследовательский институт Военно-воздушных сил РККА (НИИ ВВС) на лётно-испытательную работу. Сначала лётчик работал на разведывательных самолётах, потом на истребителях. Спустя некоторое время ему поручили проведение испытаний новых авиамоторов в полёте.
С началом Великой Отечественной войны, в 1941 году лётчик добровольно уходит на фронт в составе 402-го ИАП, сформированного на базе НИИ ВВС, лётчик-истребитель. Участвовал в обороне Москвы. Совершил 65 боевых вылетов на самолёте МиГ-3, провёл 26 воздушных боёв. Сбил лично 2 вражеских самолёта и 3 в группе.
| Дата       | Тип сбитого самолёта | Комментарий                           |
| ---------- | -------------------- | ------------------------------------- |
| 04.07.1941 | Дорнье-217           | Лично                                 |
| 05.07.1941 | Юнкерс-88            | Лично                                 |
| 07.07.1941 | Юнкерс-88            | В группе с А. Г. Прошаковым           |
| 10.07.1941 | Хеншель-126          | В группе с Кожевниковым               |
| 02.08.1941 | Юнкерс-88            | В группе с П. Х. Ананековым и Жаровым |

В августе 1941 года лётчику присвоено воинское звание «капитан» и он был откомандирован на базу НИИ ВВС в город Свердловск (ныне Екатеринбург) для испытания первого реактивного истребителя БИ-1.
17 октября 1942 года за мужество и героизм, проявленные на фронте, Бахчиванджи награждается орденом Ленина.
20 февраля 1942 года при испытательном запуске двигателя БИ-1 на стенде произошёл взрыв. Струя азотной кислоты под давлением попала в лицо ведущему инженеру Арвиду Владимировичу Палло, головка двигателя, сорвавшись с креплений, пролетела между баками с азотной кислотой и ударилась о бронеспинку сиденья пилота, сорвав крепёжные болты. Григорий Бахчиванджи ударился о приборную доску и рассёк лоб, но, несмотря на произошедшее, от продолжения испытаний не отказался и, вернувшись из госпиталя, более активно включился в работу.
Уже 15 мая 1942 года лётчик выполнил первый полёт на БИ-1 с работающим жидкостным ракетным двигателем (ЖРД). Полёт был произведён из аэропорта Кольцово в Свердловске. 
Спустя десятилетие Юрий Гагарин поступил в то же Оренбургское лётное училище, где вдохновился судьбой первоиспытателя реактивного летания и позже вспоминал, как авиаторы хранили память о своём выпускнике и его первом полёте: «Под его портретом висело описание этого подвига и шел рассказ о том, как рабочие авиационного завода, построившие первый реактивный самолёт, радостно встретили летчика-испытателя. Они подбрасывали его в воздух, обнимали, жали ему руки. Все это происходило возле плаката, на котором было написано: "Привет капитану Бахчиванджи — первому летчику, совершившему полет в новое"».
Погиб 27 марта 1943 года во время очередного, седьмого по счёту испытательного полёта на третьем экземпляре (БИ-3). Задание лётчику на его последний полёт предусматривало доведение скорости горизонтального полёта до 800 км/ч на высоте 2000 метров. По наблюдению с земли, полёт, вплоть до конца работы двигателя на 78-й секунде, протекал нормально. После окончания работы двигателя истребитель, находившийся в горизонтальном полёте, на скорости свыше 900 км/ч плавно вошёл в пике и под углом 50º ударился о землю. Машина рухнула в 6 километрах южнее аэродрома в районе Старого пруда у села Патруши. Решение о строительстве 30-40 опытных машин было отменено, хотя лётчик-испытатель Борис Кудрин некоторое время ещё продолжал испытания ракетного перехватчика.
Раскрыть тайну гибели Бахчиванджи удалось лишь через несколько лет. При испытаниях моделей в аэродинамической трубе больших скоростей было выявлено явление затягивания самолёта в пике, бороться с которым тогда не умели. Оно было изучено на практике инженером-лётчиком А. Г. Кочетковым и другими испытателями.
Похоронен Григорий Бахчиванджи на кладбище посёлка Малый Исток, расположенного недалеко от аэропорта Кольцово. В феврале 1963 года на могиле установлен обелиск.
28 апреля 1973 года первому ракетоиспытателю было посмертно присвоено звание Героя Советского Союза. О его подвиге первый космонавт планеты Ю. А. Гагарин сказал: «…Без полёта Григория Бахчиванджи, может быть, не было бы и 12 апреля 1961 года».

## Награды
- Медаль «Золотая Звезда» Героя Советского Союза (28.04.1973; посмертно)
- Орден Ленина (28.04.1973; посмертно)
- Орден Ленина (17.10.1942)

## Память

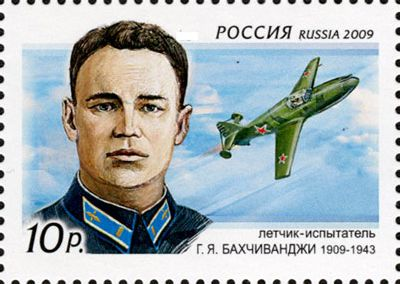
Почтовая марка России, 2009 г. 100 лет со дня рождения лётчика-испытателя Г. Я. Бахчиванджи.

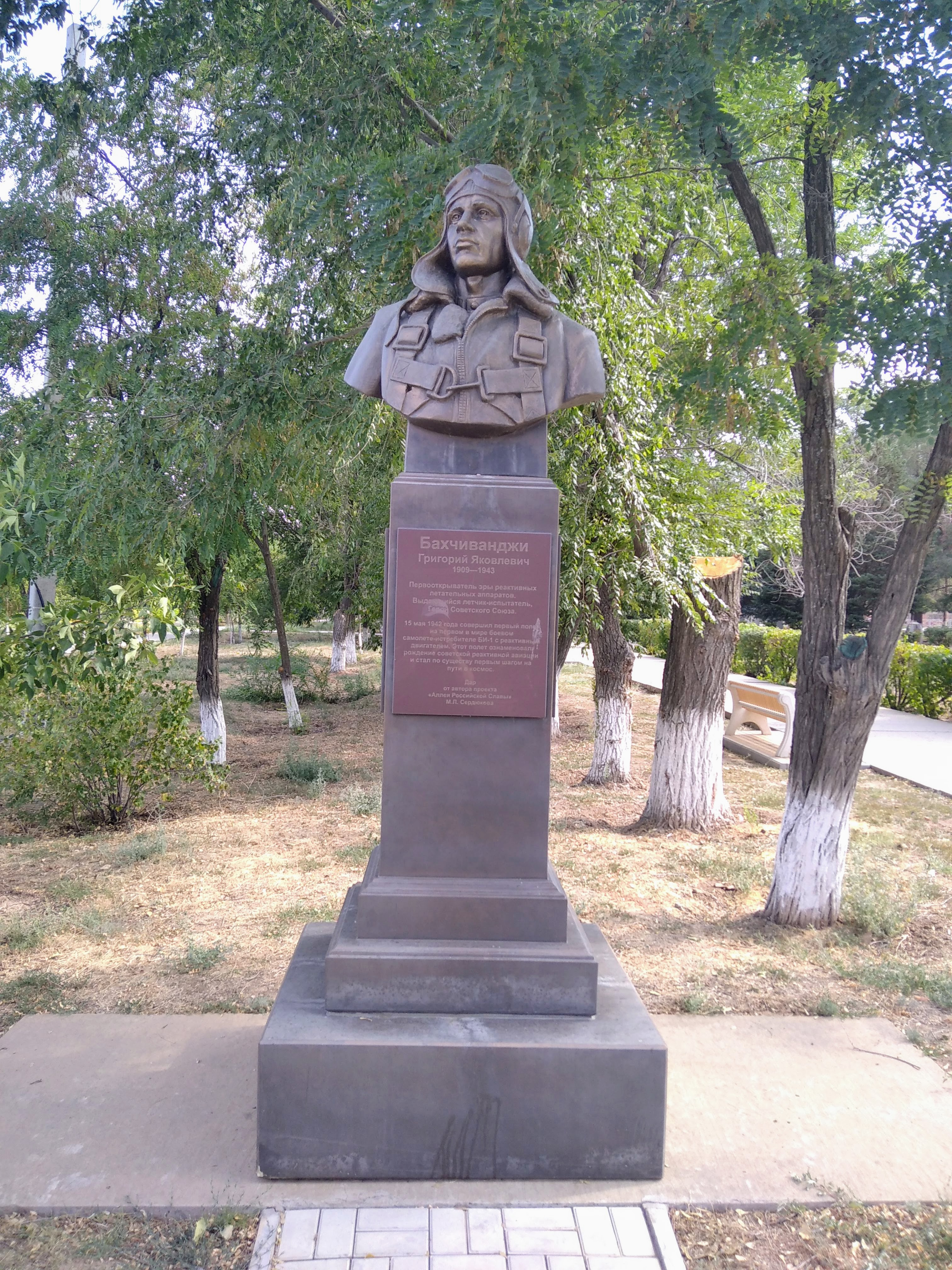
Бюст Г. Я. Бахчиванджи на аллее славы в Ахтубинске

В честь Григория Бахчиванджи назван посёлок при аэродроме Чкаловском (Московская область).                                                                                                    
- Памятники Бахчиванджи установлены:
  - в посёлке Малый Исток (на могиле героя);
  - в городе Екатеринбурге (памятник возле международного аэропорта Кольцово и бюст на улице Бахчиванджи);
  - в станице Бриньковской, на родине лётчика;
  - в селе Патруши (обелиск близ места падения самолёта БИ-1).
  - в городе Ахтубинске Астраханской области[9];
- Имя Бахчиванджи присвоено улицам:
  - в городе Арамили Свердловской области;
  - в городе Ахтубинске Астраханской области;
  - в посёлке Билимбае Свердловской области;
  - в станице Бриньковской, на родине лётчика;
  - в городе Екатеринбурге (ведущей к аэропорту Кольцово);
  - в городе Краснодаре;
  - в городе Мариуполе;
  - в городе Оренбурге;
  - в городе Приморско-Ахтарске Краснодарского края;
  - в городе Щёлково Московской области (в микрорайоне Щёлково-3).

Именем Бахчиванджи также названы:
- школа № 5 станицы Бриньковской;
- школа № 60 города Екатеринбурга;
- площадь перед международным аэропортом Екатеринбурга — Кольцово;
- общеобразовательная школа при НИИ ВВС в Екатеринбурге;
- астероид (11786) Бахчиванджи.
- Изначально именно фамилия Бахчиванджи упоминалась в песне Александры Пахмутовой «Нежность»: «Так же пусто было на Земле, И когда летал Бахчиванджи», но впоследствии была заменена на Экзюпери и уже в таком виде стала известной слушателям.
- В 1987 году в честь Г. Я. Бахчиванджи названа платформа 41 км на хордовом участке Ярославского направления Московской железной дороги, поблизости от военного аэродрома Чкаловский и Звёздного городка.